# Hospital General Universitario de Elche
El Hospital General Universitario de Elche fue inaugurado el 6 de mayo de 1978 siendo el primero de los dos centros hospitalarios ubicados en la ciudad española de Elche, en la provincia de Alicante.

## El hospital
Pertenece a la red de hospitales de la Generalidad Valenciana. Su puesta en marcha se produjo en 1978 estando adscritos a este hospital parte del municipio de Elche y el municipio de Santa Pola conformando el Área de salud 20 de la Agencia Valenciana de Salud. 
Este hospital también es el de referencia del área asistencial 6 de la Comunidad Valenciana, que comprende las comarcas de Alto Vinalopó, Vinalopo Medio, Bajo Vinalopó y Vega Baja del Segura. Debido a su carácter de atención terciaria, ya que tiene especialidades complejas de las que carecen el resto de hospitales de esta área asistencial, los hospitales del Vinalopó,  Elda, Orihuela y Torrevieja , concebidos como hospitales comarcales o de atención secundaria.